# Дани (филм)
Дани је југословенски филм из 1963. године. Режирао га је Александар Петровић, а сценарио су писали Бора Ћосић и Душан Матић. Припада остварењима црног таласа.

## Радња
Један дан удате жене која није успела да одреди своје место у животу. Она упада у низ карактеристичних ситуација које јој откривају њу саму, њен живот, судбину... Њен живот је огледало њене личне самоће. Она среће младог човека који је тог дана добио вест да му умире отац. Они проводе заједно једно поподне покушавајући да слици живота дају нове облике и смисао.

## Улоге
| Глумац              | Улога                |
| ------------------- | -------------------- |
| Олга Вујадиновић    | Нина                 |
| Љубиша Самарџић     | Драган               |
| Вјекослав Афрић     | Мангуп               |
| Мирослав Анђелковић |                      |
| Никола Бјелобрк     |                      |
| Никола Чобановић    | Скитница             |
| Душан Цветковић     |                      |
| Мила Димитријевић   | Тета                 |
| Душан Ђурић         | Мангуп               |
| Михајло Јордачевић  | Мангип               |
| Милан Катанић       |                      |
| Милка Лукић         | Продавачица играчака |
| Татјана Лукјанова   |                      |
| Ерика Синко         | Апотекарка           |
| Петар Вујић         | Посетилац гроба      |
| Драгољуб Живановић  |                      |

## Културно добро
Југословенска кинотека је, у складу са својим овлашћењима на основу Закона о културним добрима, 28. децембра 2016. године прогласила сто српских играних филмова (1911-1999) за културно добро од великог значаја. На тој листи се налази и филм "Дани".